# 李巢
李巢（?—?），唐朝官员，魏州昌乐县（今河南省濮阳市南乐县）人，出自陇西李氏姑臧房，李元俭的曾孙，李义瑛之子（《新唐书》作李义琰之子），李义琛之侄。
李巢年轻时豪俊，善骑射，而不拘小节。族叔李义琰曾经把他关起来，绝其交游。后逃入京师献书陈时政。拜为监察御史，与李义府一起审理柳奭、韩瑗的案子。显庆四年（659年）洛阳人李奉节告太子洗马韦季方和监察御史李巢是朋党事，唐高宗命许敬宗与辛茂将审理，这件事成为长孙无忌遇害的导火索。后来李巢转任殿中侍御史，上书忤旨，贬为龙编主簿。

## 延伸阅读
[在维基数据编辑]
 《新唐書·卷105》，出自《新唐書》